# Hasrat Djafarov
Hasrat Djafarov (en azeri : Həsrət Valeh oğlu Cəfərov; né le 5 octobre 2002 à Goranboy) est un lutteur gréco-romain azerbaïdjanais qui concourt dans la catégorie des 67 kg. 

## Carrière
En novembre 2021, Hasrat Djafarov remporte la médaille d'or dans cette épreuve aux Championnats du monde de lutte des moins de 23 ans 2021 organisés à Belgrade, en Serbie. 
Hasrat Jafarov est le premier lutteur gréco-romain à devenir champion du monde parmi les lutteurs azerbaïdjanais des moins de 23 ans. En avril 2023, Hasrat Djafarov devient champion d'Europe. 
Hasrat Djafarov remporte l'une des médailles de bronze dans la catégorie des 67 kg gréco-romaine masculine au Championnat d'Europe de lutte des moins de 23 ans 2021. Il remporte également la médaille d'or dans cette épreuve aux Championnats du monde juniors de lutte 2021 à Oufa, en Russie. 
Il obtient la médaille d'or dans sa discipline aux Jeux de la solidarité islamique 2021 organisés à Konya, en Turquie. 
Hasrat Jafarov est vainqueur des Championnats d'Europe de lutte gréco-romaine  2023 qui se déroulent du 17 au 23 avril 2023 à Zagreb, en Croatie. 
Il remporte la médaille d'or dans l'épreuve des 67 kg aux Championnats d'Europe de lutte 2023 qui se tiennent à Bucarest, en Roumanie. Il remporte l'une des médailles de bronze dans l'épreuve des 67 kg aux Jeux olympiques d'été de 2024 à Paris, en France. 

## Résultats
Au cours de sa carrière, il remporte 11 médailles d'or, 1 d'argent et 7 de bronze lors de 22 tournois internationaux auxquels il participe.
Conformément au décret du président azerbaïdjanais Ilham Aliyev du 13 août 2024, Djafarov Hasrat Valeh oghlu reçoit l'ordre du 3e degré « Pour service à la patrie » pour ses réalisations aux XXXIIIes Jeux olympiques d'été et ses services dans le sport azerbaïdjanais.